# 奈良文夫
奈良 文夫（なら ふみお、1936年7月20日 – 2018年2月6日）は、日本の俳人。俳人協会監事を務めていた。本名・奈良文夫。山梨県出身。中村草田男に師事、『萬緑』第5代選者・『群星』元代表。

## 生涯
1936年山梨県上野原町に生まれる。1956年、早稲田大学法学部に入学。二年生の冬、結核で休学。療養中、俳句を知りほとんど同時に「萬緑」に入会。1959年復学。早稲田大学俳句研究会に入部。1962年東京都庁に入庁、台東区役所に配属され、1997年の退職まで勤務。1963年旧姓佐藤寿子（俳人、俳号比佐子）と結婚。1971年榑沼けい一と「群星」創刊。
1973年萬緑新人賞、1985年萬緑賞受賞。1987年香西照雄逝去のあと萬緑運営委員。
1983年編集チーフ。榑沼けい一逝去のあと「群星」代表。1995年成田千空が青森在住のため運営委員長代行。2010年成田千空逝去のあと第五代萬緑選者に就任。2017年の萬緑終刊後は代表の『群星』に依る。
俳人協会幹事、評議員、監事を歴任。2018年2月6日逝去、享年81歳。

## 代表句
笑ふ山に入りて親しき鼓動音
梅雨の音高望みして寝ねられず「１」
師の汗よ常に恥ぢつつ常に激す
霧中より霧中へ延々帰舎の牛
甲板に寝て銀漢を胸の上
吊革に顔ひとつづつ労働祭
深錆に吸はるるペンキ文化の日
蒲団叩けば団地に谺」開戦日
ドライヤー唸らせ吾娘の初鏡「2」
照雄恋し讃岐の冬山ぽこりぽこり
曼殊沙華ぽと咲きわつとけい一忌
腕立て伏せに突く父の忌の冬畳
母の忌や草の湿りの花筵
初風呂やこの痩身のよくもつよ
青空市冬シャツの山崩し選る「3」
ちちの影踏めるおもひに春の山
笑ふ嬰に飯粒の一歯五月来る
弟逝けり窓に文月のあかき月
ふりむけば弟の虫籠風ばかり
水張られ生き返る桶初燕
釘抜きといふうれしさのりんご箱
家郷いま山車練る頃ぞ男児生る「4」
飛ばされし冬帽追へば津軽の野
髭剃らせ待ちくれし師よ小春日よ
句稿七百積めば影濃し秋灯下
米櫃へ今奔流の今年米
一書成る窓に朧の月の舟「5」
天辺に友眠る山夕つばめ
振り向いては待ちくるる妻麦の秋
鳰の仔の巣より零れて泳ぎ出す
踊浴衣の孫を来夏に見に行かむ
閉め忘れのカーテン真如の月賜ふ「6」
看取り抜け来て蓮の解蕾待つともなく「7」

## 著作

### 句集
- 『鼓動音』東京美術1979
- 『直進』本阿弥書店1987
- 『望外』富士見書店1996
- 『溯上』角川書店2005
- 『芯の紅』本阿弥書店2010
- 『急磴』ウエップ2016

### その他
- 自註現代俳句シリーズ『奈良文夫集』俳人協会1997
- 紀行句集『鈍行』私家版2013
- 紀行句集『海へ山へ』奈良比佐子と共著　私家版2015
- 紀行句集『杖を曳く』奈良比佐子と共著　私家版2015
- 『奈良文夫俳文集』私家版2015
- 『中村草田男読本』角川書店「中村草田男文献解題」を鍵和田秞子と共著
- 「萬緑」運営・編集責任者として中村草田男『大虚鳥』、『萬緑季寄せ』、『萬緑合同句集』　成田千空『成田千空集』俳人協会　等の編集に当たる。（共編）